# Automotrice FS ALDb 100
Le automotrici ALDb 100 delle Ferrovie dello Stato erano una serie di automotrici-bagagliaio, con motore a benzina, di costruzione Fiat.

## Storia
Nel gennaio del 1934 le Ferrovie dello Stato ordinarono alla Fiat la costruzione di tre automotrici-bagagliaio, costruite sulla base delle "littorine" ALb 48 di seconda serie, per il trasporto di collettame sulle linee a scarso traffico.
Le automotrici vennero consegnate nell'estate dello stesso anno e vennero classificate inizialmente ALDb 01 ÷ 03, e in seguito ALDb 101 ÷ 103.
Inizialmente vennero assegnate al deposito di Foggia, dove l'unità 102 venne presto distrutta da un incendio; le altre due unità stentarono tuttavia a trovare un utilizzo soddisfacente, e pertanto furono trasferite più volte in vari depositi della rete.
Nel 1942, in pieno periodo bellico, vennero trasformate per l'alimentazione a metano, analogamente ad altre serie di automotrici; vennero demolite pochi anni dopo il termine del conflitto.